# Keys (Oklahoma)
Keys es un lugar designado por el censo ubicado en el condado de Cherokee en el estado estadounidense de Oklahoma. En el Censo de 2010 tenía una población de 565 habitantes y una densidad poblacional de 63,47 personas por km².

## Geografía
Keys se encuentra ubicado en las coordenadas 35°48′12″N 94°56′5″O / 35.80333, -94.93472. Según la Oficina del Censo de los Estados Unidos, Keys tiene una superficie total de 14.33 km², de la cual 14.28 km² corresponden a tierra firme y (0.33%) 0.05 km² es agua.

## Demografía
Según el censo de 2010, había 565 personas residiendo en Keys. La densidad de población era de 63,47 hab./km². De los 565 habitantes, Keys estaba compuesto por el 47.79% blancos, el 0.53% eran afroamericanos, el 37.17% eran amerindios, el 0% eran asiáticos, el 0% eran isleños del Pacífico, el 2.3% eran de otras razas y el 12.21% pertenecían a dos o más razas. Del total de la población el 4.25% eran hispanos o latinos de cualquier raza.